# Teresa Feoderovna Ries
Teresa Feodorowna Ries (ou Teresa Feodorovna Ries), née en 1866 et morte en 1956, est une sculptrice et peintre autrichienne d'origine russe.

## Vie et œuvre
Teresa Ries est née en Hongrie à Pest, dans une famille juive. Elle fréquente l'École de peinture, de sculpture et d'architecture de Moscou où jalousée, son travail est ignoré. Elle en est expulsée pour manque de respect envers un professeur dans une de ses classes, à qui elle aurait fait remarquer : "Vous vous méprenez, c'est vous qui êtes là pour nous et non nous pour vous." . 
Elle déménage à Vienne à l'âge de 21 ans, où sa première exposition au Künstlerhaus inclut Sorcière, une sculpture d'une femme nue taillant ses ongles. Cette œuvre attire l'attention de l'empereur François-Joseph Ier d'Autriche, et Ries devient rapidement très célèbre partout dans Vienne. L'exposition est également visitée par Gustav Klimt, un membre actif du mouvement de la Sécession viennoise, qui l'invite à exposer avec eux. Elle demande à Edmund Hellmer de devenir son mentor. Il refuse d’abord, disant qu’« il est inutile d'enseigner aux femmes, puisqu'elles se marieront dans tous les cas ». Hellmer cède finalement et l'aide à exposer son travail et gagner des commissions.

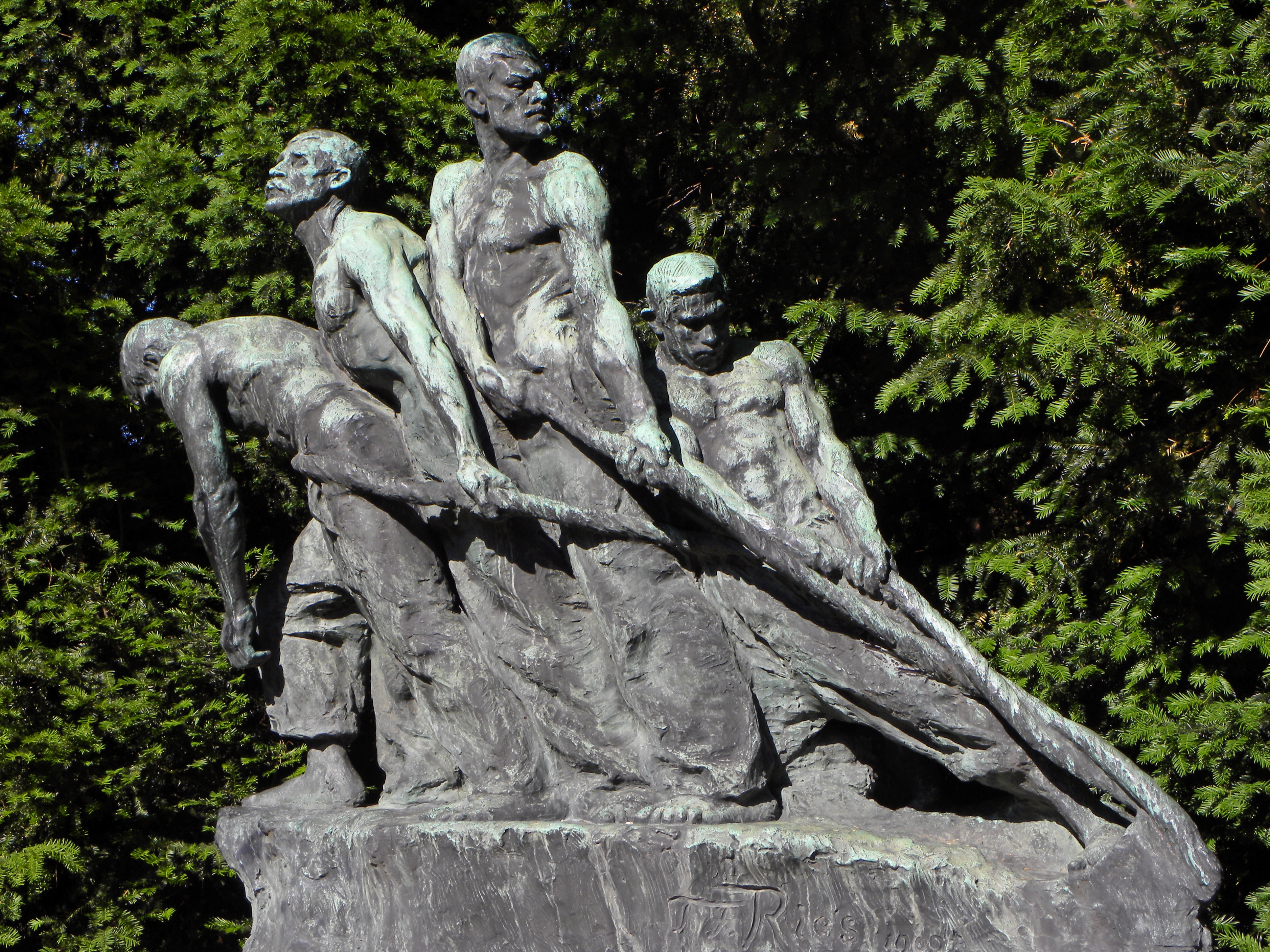
Die Unbesiegbaren, sculpture de 1928 installée dans le Kongresspark (Ottakring, Vienne).

Avec Olga Wisinger-Florian, Marie Egner et Marie Müller, elle est l'une des fondatrices du Groupe des huit femmes artistes de Vienne, actif de 1901 à 1912.
En 1900, Ries expose à l'Exposition universelle de Paris et en 1911 à l'Exposition universelle de Turin, à l'invitation de la Russie et de l'Autriche. Le prince Aloïs de Liechtenstein lui donne pour atelier un ensemble de pièces à côté de sa propre galerie d'art.
En 1938 elle est expulsée de sa galerie et atelier à cause de la politique d'aryanisation nazie. Elle continue à travailler à Vienne jusqu'en 1942 et émigre ensuite à Lugano en Suisse,.